# Whangaroa (Neuseeland)

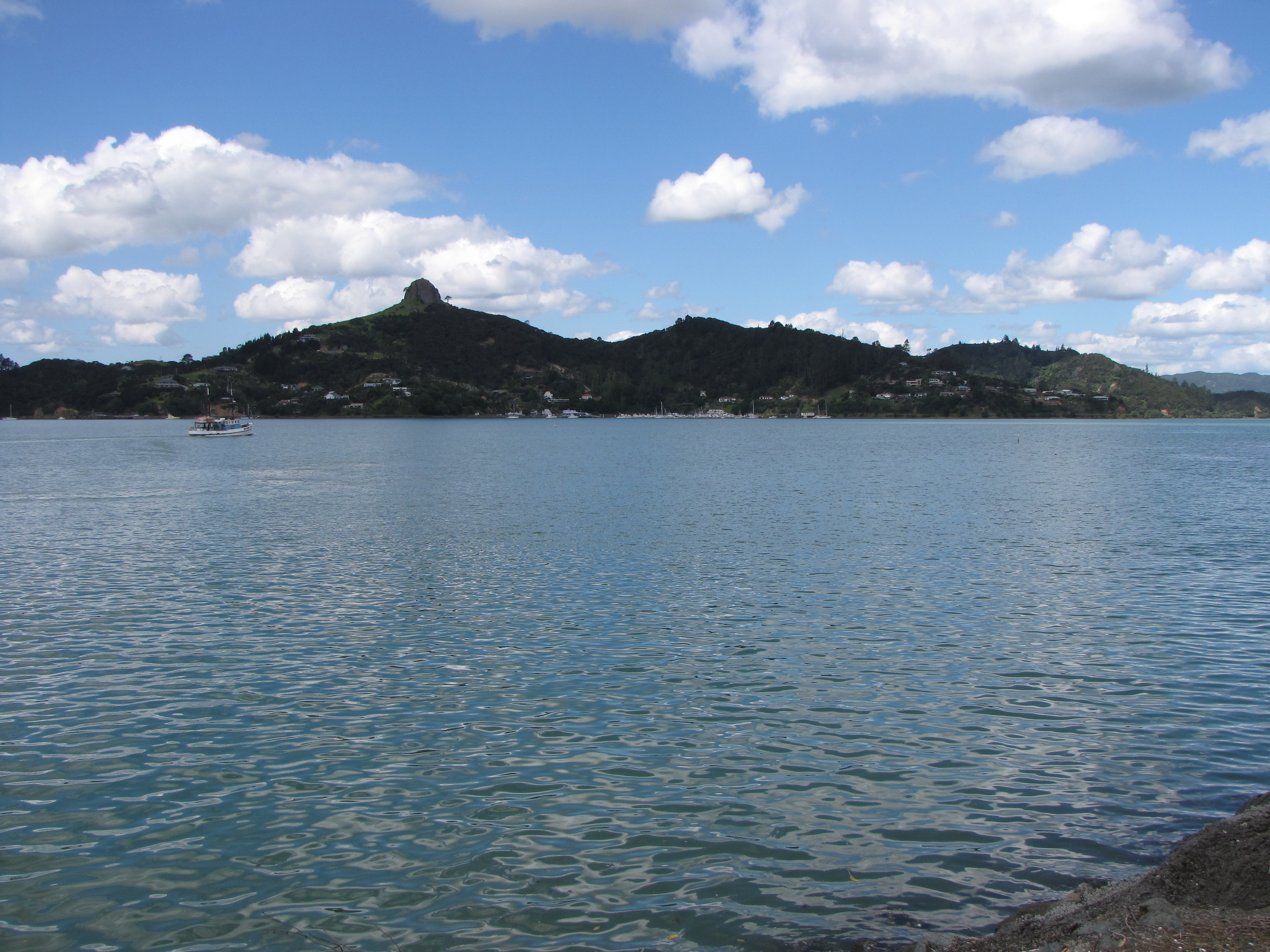
Whangaroa

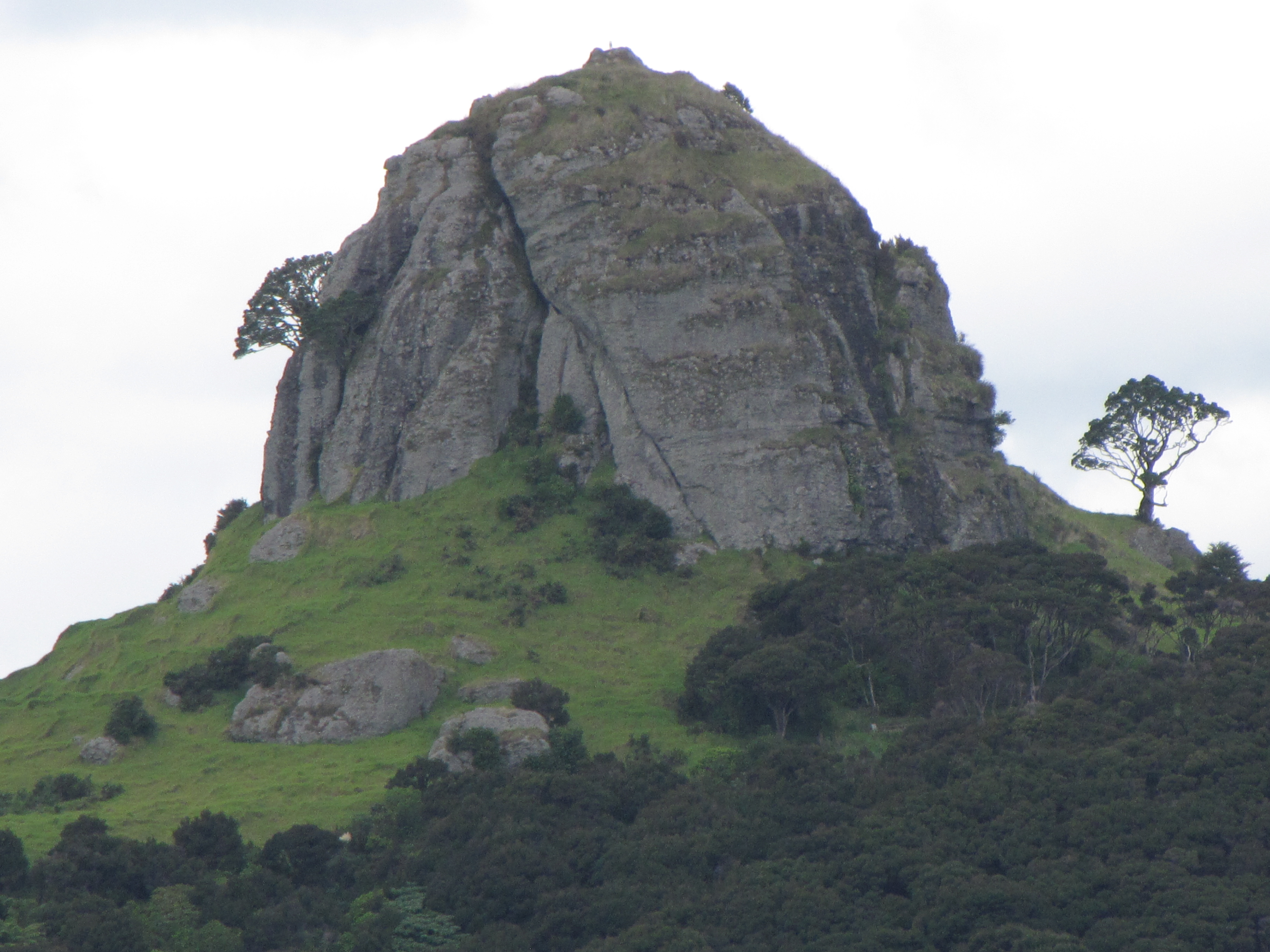
St Paul ist ein Vulkanschlot, der sich über der Siedlung erhebt

Whangaroa ist eine Siedlung im Far North District der Region Northland auf der Nordinsel von Neuseeland.

## Namensherkunft
Der Namen der Siedlung bedeutet in der Sprache der Māori so viel wie „langer Hafen“.

## Geographie
Die Siedlung befindet sich rund 27 km nordwestlich von Kerikeri am südöstlichen Ufer des Whangaroa Harbour. Die nächstgelegenen Siedlung ist Kaeo, rund 6,5 km südöstlich. Nach rund 5,5 Straßenkilometer in die gleiche Richtung hat die Siedlung Anschluss an den New Zealand State Highway 10.

## Geschichte
Die Region war bereits vor Ankunft der Europäer von Māori bewohnt. Im Oktober 1809 war der Whangaroa Harbour Schauplatz des Boyd-Massaker, bei dem fast die gesamte Mannschaft und 70 Passagiere der Boyd durch Māori getötet wurden. Reste des Schiffes befinden sich in einem örtlichen Museum. Im Juni 1823 errichteten die Wesleyaner ihre erste neuseeländische Missionsstation an den Ufern des Naturhafens. Sie wurde jedoch 1827 durch ein Feuer zerstört.
Im März 1828 starb Hongi Hika, der berühmte Häuptling der Ngāpuhi, in Whangaroa.
Von Mitte des 19. bis Anfang des 20. Jahrhunderts war die Blütezeit des Schiffsbaus in der Siedlung, in der in Whangaroa über 100 Schiffe gebaut wurden. Das Holz hierfür kam von den umliegenden Kauriwäldern, deren Flächen nach der Abholzung in Weideflächen umgewandelt wurden.
Im Rahmen der Verhandlungsrunden zum Abkommen CRAMRA fanden sich im März 1986 einige Diplomaten um den Neuseeländer Christopher Beeby in der Bucht zusammen. Sie wollten die Abgeschiedenheit des Ortes nutzen, um einige entstandene Schwierigkeiten zu beseitigen und Kompromisse zu finden.

## Tourismus
Whangaroa besitzt einen Jachthafen und wird als Ausgangspunkt für Hochseeangeln genutzt. Wassersport, Bootsausflüge, Schnorchel und ein 18-Loch-Golfplatz stehen für Freizeitaktivitäten zur Verfügung.

## Sehenswürdigkeiten
Der in der Nähe von Whangaroa gelegene Vulkanschlot „St. Paul“ steht ebenso wie das „St Paul's Rock Scenic Reserve“ unter Schutz und bietet einen guten Ausblick über den Naturhafen mit seiner Umgebung.